# Dwudziestozgłoskowiec
Dwudziestozgłoskowiec – rozmiar wierszowy, składający się z dwudziestu sylab, o różnej konfiguracji akcentowej.
W klasycznym polskim sylabizmie, gdzie najdłuższym formatem mógł być symetryczny szesnastozgłoskowiec (segment wierszowy nie mógł być dłuższy niż ośmiozgłoskowy, a z reguły wers składał się z tylko dwóch segmentów) nie było dwudziestozgłoskowca. Rozmiar ten pojawił się właściwie dopiero w poezji XX wieku, choć eksperymentował z nim Adam Mickiewicz. 
Pan, gdy ciekawość, dumę i chytrość w sercu Aniołów, sług swych, obaczył, [...]
I niech Cię wsławi, żeś sprawiedliwy i litościwy Pan nasz, o Boże!
Dziady, cz. III, scena 3
Stanisław Ciesielczuk użył dwudziestozgłoskowca (w przeplocie z męskim dziewiętnastozgłoskowcem) w wierszu Czarodziejstwo.
Błękitami gęstemi do góry, drąc oporu skołtunione chmury,
W buntowniczej zuchwałej radości, w zażartości natężeń i walk,
Wśród wzdętego ogromu przestrzeni — lotnych flotyll śpiewającym sznurem
Żeglujemy w zachwytu fontanny, w niepieszczoną przez nikogo dal.
Stanisław Barańczak użył dwudziestozgłoskowca, tłumacząc wiersz amerykańskiego poety Roberta Frosta A Leaf-Treader (Deptacz liści).